# 福岡市議会
福岡市議会（ふくおかしぎかい）は、福岡県の県庁所在地である福岡市の議会。

## 概要
- 定数：62人[1]
- 任期：2027年5月1日
- 選挙区：各行政区を選挙区とする中選挙区制（単記非移譲式）
- 議長：打越基安（自由民主党）
- 副議長：松野隆（公明党）

## 施設
市議会は福岡市役所の議会棟7～15階にある。

## 選挙区・定数
福岡市議会の選挙制度は、各行政区を選挙区とする中選挙区制（単記非移譲式）である。
| 選挙区 | 定数 |
| ------ | ---- |
| 東区   | 12   |
| 博多区 | 9    |
| 中央区 | 7    |
| 南区   | 11   |
| 城南区 | 6    |
| 早良区 | 9    |
| 西区   | 8    |
| 計     | 62   |

## 会派
（2023年5月2日現在）
2023年5月現在、自由民主党・公明党・新しい風ふくおか・自民党新福岡の4会派が市政与党であり、 旧民主党系と社民党系の会派である福岡市民クラブと共産党が市政野党となっている。

日本維新の会については高島宗一郎市長は市政の協力会派と表現している。
| 会派名                 | 議席数 | 代表者       | 構成                                            | 女性議員数 | 女性議員の比率(%) |
| ---------------------- | ------ | ------------ | ----------------------------------------------- | ---------- | ----------------- |
| 自由民主党福岡市議団   | 18     | 伊藤嘉人     | 自由民主党                                      | 0          | 0                 |
| 公明党福岡市議団       | 12     | 大石修二     | 公明党                                          | 2          | 16.67             |
| 福岡市民クラブ         | 11     | 田中しんすけ | 立憲民主党7・社会民主党2・国民民主党1・ 無所属1 | 8          | 72.73             |
| 日本維新の会福岡市議団 | 7      | 天野こう     | 日本維新の会                                    | 2          | 28.57             |
| 日本共産党福岡市議団   | 4      | 中山郁美     | 日本共産党                                      | 1          | 25                |
| 新しい風ふくおか       | 3      | 浜崎太郎     | 無所属                                          | 0          | 0                 |
| 自民党新福岡           | 3      | 福田まもる   | 自由民主党                                      | 0          | 0                 |
| 無会派                 | 1      |              | 参政党                                          | 0          | 0                 |
| 無会派                 | 1      |              | 市民ネットワーク福岡                            | 1          | 100               |
| 無会派                 | 2      |              | 無所属                                          | 0          | 0                 |
| 計                     | 62     |              |                                                 | 14         | 22.58             |

## 議員報酬等
| 役職   | 報酬             | 政務活動費  |
| ------ | ---------------- | ----------- |
| 議長   | 月額 106万0000円 | 月額 35万円 |
| 副議長 | 月額 97万0000円  | 月額 35万円 |
| 議員   | 月額 88万0000円  | 月額 35万円 |

- 別途、年2回期末手当あり
- 政務活動費の残金は市に返還する義務がある
- 議員年金は2011年（平成23年）6月1日で廃止されている

## 歴代議長
特記なき場合は「歴代正副議長」による
| 代    | 氏名       | 就任         | 退任         | 備考 |
| ----- | ---------- | ------------ | ------------ | ---- |
| 初-7  | 不破国雄   | 明治22年4月  | 明治28年1月  |      |
| 8     | 小野新路   | 明治28年1月  | 明治28年5月  |      |
| 9-19  | 不破国雄   | 明治28年5月  | 明治37年5月  |      |
| 20-21 | 香江誠     | 明治37年5月  | 明治39年1月  |      |
| 22-26 | 遠藤甚蔵   | 明治39年1月  | 明治43年6月  |      |
| 27-28 | 石村虎吉   | 明治43年6月  | 明治45年1月  |      |
| 28    | 高島習     | 明治45年1月  | 大正2年5月   |      |
| 30-31 | 岩永左八   | 大正2年5月   | 大正10年5月  |      |
| 32    | 浜田精蔵   | 大正10年5月  | 大正14年1月  |      |
| 33    | 小野重喜   | 大正14年1月  | 大正14年5月  |      |
| 34    | 久世庸夫   | 大正14年5月  | 昭和4年5月   |      |
| 35    | 太田勘太郎 | 昭和4年5月   | 昭和6年6月   |      |
| 36    | 太田太兵衛 | 昭和6年6月   | 昭和8年5月   |      |
| 37    | 太田勘太郎 | 昭和8年5月   | 昭和12年6月  |      |
| 38    | 王丸代吉   | 昭和12年6月  | 昭和13年11月 |      |
| 39-40 | 高橋清作   | 昭和13年11月 | 昭和21年3月  |      |
| 41    | 貞方藤次郎 | 昭和21年3月  | 昭和22年6月  |      |
| 42-44 | 高丘稔     | 昭和22年6月  | 昭和31年9月  |      |
| 45    | 井上政雄   | 昭和31年9月  | 昭和34年5月  |      |
| 46    | 副田直規   | 昭和34年5月  | 昭和35年3月  |      |
| 47-48 | 石村貞雄   | 昭和35年3月  | 昭和42年5月  |      |
| 49-50 | 妹尾憲介   | 昭和42年5月  | 昭和48年7月  |      |
| 51    | 渡辺茂     | 昭和48年7月  | 昭和50年5月  |      |
| 52    | 石村貞雄   | 昭和50年5月  | 昭和52年6月  |      |
| 53-54 | 久保田秀己 | 昭和52年6月  | 昭和56年6月  |      |
| 55-56 | 大江健一   | 昭和56年6月  | 昭和60年7月  |      |
| 57-58 | 山崎広太郎 | 昭和60年7月  | 平成2年12月  |      |
| 59    | 南原勇一郎 | 平成2年12月  | 平成3年5月   |      |
| 60    | 大神研裕   | 平成3年5月   | 平成5年9月   |      |
| 61-62 | 石村一明   | 平成5年9月   | 平成8年6月   |      |
| 63    | 小石原淳一 | 平成8年6月   | 平成11年5月  |      |
| 64    | 津田隆士   | 平成11年5月  | 平成13年6月  |      |
| 65    | 稲員大三郎 | 平成13年6月  | 平成15年5月  |      |
| 66    | 川上義之   | 平成15年5月  | 平成17年6月  |      |
| 67    | 妹尾俊見   | 平成17年6月  | 平成19年5月  |      |
| 68    | 川口浩     | 平成19年5月  | 平成21年6月  |      |
| 69    | 光安力     | 平成21年6月  | 平成23年5月  |      |
| 70    | 森英鷹     | 平成23年5月  | 平成27年5月  |      |
| 71    | 小畠久弥   | 平成27年5月  | 平成29年6月  |      |
| 72    | 川上晋平   | 平成29年6月  | 令和元年5月  |      |
| 73    | 阿部真之助 | 令和元年5月  | 令和3年6月   |      |
| 74    | 伊藤嘉人   | 令和3年6月   | 現職         |      |

## 出身者

### 首長
- 山崎広太郎（福岡市長）

### 国会議員(元職)
- 四代目太田清蔵
- 権藤恒夫
- 新開裕司

### 前職・元職
- 太田勘太郎